# Roberts Blossom
Roberts Scott Blossom (New Haven, 25 marzo 1924 – Santa Monica, 8 luglio 2011) è stato un attore, regista teatrale e poeta statunitense.

## Biografia
Nato a New Haven, nel Connecticut, cominciò a lavorare sul palcoscenico durante gli anni cinquanta. Durante gli anni sessanta formò Filmstage, una compagnia teatrale; della sua carriera va ricordata la partecipazione nel film Fuga da Alcatraz di Don Siegel del 1979, a fianco di Clint Eastwood, nel ruolo del detenuto e mite pittore Chester 'Doc' Dalton, e in Mamma, ho perso l'aereo nel ruolo del vecchio Marley. È morto per un ictus l'8 luglio 2011 nella sua casa di Santa Monica, in California, all'età di 87 anni; è sepolto nel Cimitero di Woodlawn a Santa Monica, California.

## Filmografia parziale

### Cinema
- Anche i dottori ce l'hanno (The Hospital), regia di Arthur Hiller (1971)
- Mattatoio 5 (Slaughterhouse-Five), regia di George Roy Hill (1972)
- Deranged - Il folle (Deranged), regia di Jeff Gillen e Alan Ormsby (1974)
- Il grande Gatsby (The Great Gatsby), regia di Jack Clayton (1974)
- Incontri ravvicinati del terzo tipo (Close Encounters of the Third Kind), regia di Steven Spielberg (1977)
- Citizens Band, regia di Jonathan Demme (1977)
- Fuga da Alcatraz (Escape From Alcatraz), regia di Don Siegel (1979)
- Resurrection, regia di Daniel Petrie (1980)
- Christine - La macchina infernale (Christine), regia di John Carpenter (1983)
- Reuben, Reuben, regia di Robert Ellis Miller (1983)
- Flashpoint, regia di William Tannen (1984)
- Crazy for You - Pazzo per te (Vision Quest), regia di Harold Becker (1985)
- Candy Mountain, regia di Robert Frank e Rudy Wurlitzer (1987)
- L'ultima tentazione di Cristo (The Last Temptation of Christ), regia di Martin Scorsese (1988)
- Always - Per sempre (Always), regia di Steven Spielberg (1989)
- Mamma, ho perso l'aereo (Home Alone), regia di Chris Columbus (1990)
- Doc Hollywood - Dottore in carriera (Doc Hollywood), regia di Michael Caton-Jones (1991)
- Pronti a morire (The Quick and the Dead), regia di Sam Raimi (1995)

### Televisione
- La città in controluce (Naked City) – serie TV, episodi 1x05-1x13 (1958)
- The DuPont Show of the Month – serie TV, episodi 2x09-4x05 (1959-1961)
- Bentornata, zia Elisabeth! (Family Reunion), regia di Fielder Cook – miniserie TV (1981)
- Ai confini della realtà (The Twilight Zone) – serie TV, episodi 1x19-2x20 (1985, 1987)
- Moonlighting – serie TV, episodio 2x15 (1986)
- Un salto nel buio (Tales from the Darkside) - serie TV, episodio 3x07 (1986)
- Senza movente (Murder in the Heartland), regia di Robert Markowitz – miniserie TV (1993)
- Balloon Farm, regia di William Dear – film TV (1999)

## Doppiatori italiani
Nelle versioni in italiano dei suoi film, Roberts Blossom è stato doppiato da:
- Mario Feliciani in Christine - La macchina infernale, Reuben, Reuben
- Dario Penne in Always - Per sempre
- Nando Gazzolo in Mamma, ho perso l'aereo
- Mario Milita in Pronti a morire